# Nederlands kampioenschap ankerkader 45/2
Het Nederlands kampioenschap biljarten in de spelsoort ankerkader 45/2 is de voorloper van het in 1948 ingestelde ankerkader 47/2 waarbij het middenvak "vrij" was en waarin dus zonder beperkingen gecaramboleerd mocht worden. Het was in het begin van de 20e eeuw de enige spelsoort die officieel werd beoefend. De kwalificatie "Ereklasse" is feitelijk niet juist daar deze pas in seizoen 1956/57 werd geïntroduceerd. Kampioenschappen die worden weergegeven hebben betrekking op de hoogste klasse waarin werd gespeeld. In dit geval is dat de Eerste klasse. Men sprak hierbij over het "nationaal kampioenschap". Pas in 1926 werd voor het eerst het nationaal kampioenschap driebanden als tweede spelsoort toegevoegd. Vanaf dat tijdstip werd een NK aangeduid met toevoeging van de betreffende spelsoort.

## Historie
In het eerste seizoen 1912/13, was er sprake van één klasse. De jaargang erop kwam er al een afdeling bij en van lieverlee werd deze discipline meer en meer uitgebreid. Vanaf die jaargang werd de hoogste klasse dan ook aangeduid als het NK eerste klasse. Uitzondering daarop is het seizoen 1919/20. In die jaargang werd de hoogste klasse als "hoofdklasse" betiteld. Met uitzondering van het seizoen 1943/44 werd elk seizoen een NK georganiseerd. In totaal werden er 35 kampioenschappen in de hoogste klasse gespeeld. De laatste vond plaatst in het seizoen 1947/48 om plaats te maken voor het het ankerkader 47/2.

## Erelijst
| Editie | Seizoen                  | Locatie                 | Goud            | Zilver          | Brons             |
| ------ | ------------------------ | ----------------------- | --------------- | --------------- | ----------------- |
| 1      | 1912-1913                | Arnhem                  | Hendrik Robijns | Jan Wiemers     | Theo Welzenbach   |
| 2      | 1913-1914                | Leeuwarden              | Hendrik Robijns | Jan Wiemers     | Johannes Boelstra |
| 3      | 1914-1915                | Amsterdam               | Hendrik Robijns | Jan Dommering   | Hyman de Rood     |
| 4      | 1915-1916                | Den Haag                | Hendrik Robijns | Jan Dommering   | Jan Wiemers       |
| 5      | 1916-1917                | Groningen en Leeuwarden | Jan Wiemers     | Arie Bos        | Frits Thiele      |
| 6      | 1917-1918                | Amsterdam               | Jan Wiemers     | Arie Bos        | Hendrik Robijns   |
| 7      | 1918-1919                | Arnhem                  | Hendrik Robijns | Jan Dommering   | Arie Bos          |
| 8      | 1919-1920                | Leeuwarden              | Jan Dommering   | Arie Bos        | Hendrik Robijns   |
| 9      | 1920-1921                | Den Haag                | Arie Bos        | Jan Dommering   | Hendrik Robijns   |
| 10     | 1921-1922                | Groningen               | Arie Bos        | Hendrik Robijns | Jan Wiemers       |
| 11     | 1922-1923                | Amsterdam               | Jan Dommering   | Jan Wiemers     | Hendrik Robijns   |
| 12     | 1923-1924                | Amsterdam               | Jan Dommering   | Hendrik Robijns | Carel Koopman     |
| 13     | 1924-1925                | Rotterdam               | Jan Dommering   | Hendrik Robijns | Leo Katoen        |
| 14     | 1925-1926                | Amsterdam               | Hendrik Robijns | Jan Wiemers     | Leo Katoen        |
| 15     | 1926-1927                | Haarlem                 | Jan Dommering   | Hendrik Robijns | Piet de Leeuw     |
| 16     | 1927-1928                | Utrecht                 | Hendrik Robijns | Jan Dommering   | Jan Wiemers       |
| 17     | 1928-1929                | Rotterdam               | Jan Dommering   | Jan Wiemers     | Leo Katoen        |
| 18     | 1929-1930                | Den Haag                | Jan Dommering   | Jan Wiemers     | Nelis van Vliet   |
| 19     | 1930-1931                | Leeuwarden              | Jan Dommering   | Nelis van Vliet | Jan Wiemers       |
| 20     | 1931-1932                | Utrecht                 | Jan Sweering    | Jan Dommering   | Nelis van Vliet   |
| 21     | 1932-1933                | Amsterdam               | Jan Dommering   | Jan Sweering    | Piet de Leeuw     |
| 22     | 1933-1934                | Amsterdam               | Jan Sweering    | Jan Wiemers     | Jan Dommering     |
| 23     | 1934-1935                | Amsterdam               | Jan Sweering    | Piet de Leeuw   | Jan Dommering     |
| 24     | 1935-1936                | Utrecht                 | Jan Sweering    | Jan Dommering   | Nelis van Vliet   |
| 25     | 1936-1937                | Arnhem                  | Jan Dommering   | Nelis van Vliet | Jan Sweering      |
| 26     | 1937-1938                | Den Haag                | Jan Sweering    | Jan Dommering   | Piet de Leeuw     |
| 27     | 1938-1939                | Amsterdam               | Nelis van Vliet | Jan Dommering   | Jan Sweering      |
| 28     | 1939-1940                | Rotterdam               | Jan Sweering    | Jan Dommering   | Dick van Eijmeren |
| 29     | 1940-1941                | Amsterdam               | Jan Sweering    | Piet van de Pol | Piet de Leeuw     |
| 30     | 1941-1942                | Amsterdam               | Piet van de Pol | Piet de Leeuw   | Jan Sweering      |
| 31     | 1942-1943                | Amsterdam               | Piet van de Pol | Jan Sweering    | Piet de Leeuw     |
|        | 1943-1944 Niet verspeeld |                         |                 |                 |                   |
| 32     | 1944-1945                | Amsterdam               | Piet van de Pol | Nelis van Vliet | Kees de Ruijter   |
| 33     | 1945-1946                | Den Haag                | Nelis van Vliet | Piet van de Pol | Piet de Leeuw     |
| 34     | 1946-1947                | Apeldoorn               | Piet de Leeuw   | Piet van de Pol | Kees de Ruijter   |
| 35     | 1947-1948                | Groningen               | Nelis van Vliet | Piet van de Pol | Piet de Leeuw     |
|        |                          |                         |                 |                 |                   |

## Medaillespiegel
| Plaats | Naam              | Goud | Zilver | Brons | Totaal |
| 1      | Jan Dommering     | 10   | 10     | 2     | 22     |
| 2      | Hendrik Robijns   | 7    | 4      | 4     | 15     |
| 3      | Jan Sweering      | 7    | 2      | 3     | 12     |
| 4      | Piet van de Pol   | 3    | 4      |       | 7      |
| 5      | Nelis van Vliet   | 3    | 3      | 3     | 9      |
| 6      | Jan Wiemers       | 2    | 7      | 4     | 13     |
| 7      | Arie Bos          | 2    | 3      | 1     | 6      |
| 8      | Piet de Leeuw     | 1    | 2      | 7     | 10     |
| 9      | Leo Katoen        |      |        | 3     | 3      |
| 10     | Kees de Ruijter   |      |        | 2     | 2      |
| 11     | Johannes Boelstra |      |        | 1     | 1      |
| 11     | Theo Welzenbach   |      |        | 1     | 1      |
| 11     | Carel Koopman     |      |        | 1     | 1      |
| 11     | Frits Thiele      |      |        | 1     | 1      |
| 11     | Hyman de Rood     |      |        | 1     | 1      |
| 11     | Dick van Eijmeren |      |        | 1     | 1      |
| Totaal | Totaal            | 35   | 35     | 35    | 105    |

## Kampioenschapsrecords

### Ontwikkeling Algemeen gemiddelde
| NK Ankerkader 45/2 Ereklasse - ALGEMEEN GEMIDDELDE | NK Ankerkader 45/2 Ereklasse - ALGEMEEN GEMIDDELDE | NK Ankerkader 45/2 Ereklasse - ALGEMEEN GEMIDDELDE | NK Ankerkader 45/2 Ereklasse - ALGEMEEN GEMIDDELDE | NK Ankerkader 45/2 Ereklasse - ALGEMEEN GEMIDDELDE | NK Ankerkader 45/2 Ereklasse - ALGEMEEN GEMIDDELDE | NK Ankerkader 45/2 Ereklasse - ALGEMEEN GEMIDDELDE | NK Ankerkader 45/2 Ereklasse - ALGEMEEN GEMIDDELDE | NK Ankerkader 45/2 Ereklasse - ALGEMEEN GEMIDDELDE |
| Nr.                                                | Speler                                             | Plaats                                             | Moyenne                                            | Partijlengte                                       | Datum                                              | Seizoen                                            |                                                    |                                                    |
| -------------------------------------------------- | -------------------------------------------------- | -------------------------------------------------- | -------------------------------------------------- | -------------------------------------------------- | -------------------------------------------------- | -------------------------------------------------- | -------------------------------------------------- | -------------------------------------------------- |
| 1.                                                 | Hendrik Robijns                                    | Arnhem                                             | 9,12                                               | 300                                                | 6 april 1913                                       | 1912-1913                                          |                                                    |                                                    |
| 2.                                                 | Hendrik Robijns                                    | Amsterdam                                          | 14,81                                              | 300                                                | 25 april 1915                                      | 1914-1915                                          |                                                    |                                                    |
|                                                    |                                                    |                                                    |                                                    |                                                    |                                                    |                                                    |                                                    |                                                    |

### Ontwikkeling Hoogste toernooigemiddelde
| NK Ankerkader 45/2 Ereklasse - TOERNOOIGEMIDDELDE | NK Ankerkader 45/2 Ereklasse - TOERNOOIGEMIDDELDE | NK Ankerkader 45/2 Ereklasse - TOERNOOIGEMIDDELDE | NK Ankerkader 45/2 Ereklasse - TOERNOOIGEMIDDELDE | NK Ankerkader 45/2 Ereklasse - TOERNOOIGEMIDDELDE | NK Ankerkader 45/2 Ereklasse - TOERNOOIGEMIDDELDE |
| Nr.                                               | Speler                                            | Plaats                                            | Moyenne                                           | Partijlengte                                      | Datum                                             |
| ------------------------------------------------- | ------------------------------------------------- | ------------------------------------------------- | ------------------------------------------------- | ------------------------------------------------- | ------------------------------------------------- |
| 1.                                                | 1912-1913                                         | Arnhem                                            | 6,56                                              | 300                                               | 6 april 1913                                      |
| 2.                                                | 1914-1915                                         | Amsterdam                                         | 8,41                                              | 300                                               | 25 april 1915                                     |
| 3.                                                | 1917-1918                                         | Amsterdam                                         | 8,99                                              | 300                                               | 10 februari 1918                                  |
| 4.                                                | 1918-1919                                         | Amsterdam                                         | 11,14                                             | 400                                               | 30 maart 1919                                     |
|                                                   |                                                   |                                                   |                                                   |                                                   |                                                   |

### Ontwikkeling Hoogste partijmoyenne
| NK Ankerkader 45/2 Ereklasse - HOOGSTE PARTIJMOYENNE | NK Ankerkader 45/2 Ereklasse - HOOGSTE PARTIJMOYENNE | NK Ankerkader 45/2 Ereklasse - HOOGSTE PARTIJMOYENNE | NK Ankerkader 45/2 Ereklasse - HOOGSTE PARTIJMOYENNE | NK Ankerkader 45/2 Ereklasse - HOOGSTE PARTIJMOYENNE | NK Ankerkader 45/2 Ereklasse - HOOGSTE PARTIJMOYENNE | NK Ankerkader 45/2 Ereklasse - HOOGSTE PARTIJMOYENNE | NK Ankerkader 45/2 Ereklasse - HOOGSTE PARTIJMOYENNE |
| Nr.                                                  | Speler                                               | Plaats                                               | PartijMoy                                            | Partijlengte                                         | Datum                                                | Seizoen                                              | Tegenstander                                         |
| ---------------------------------------------------- | ---------------------------------------------------- | ---------------------------------------------------- | ---------------------------------------------------- | ---------------------------------------------------- | ---------------------------------------------------- | ---------------------------------------------------- | ---------------------------------------------------- |
| 1.                                                   | Jan Wiemers                                          | Arnhem                                               | 10,71                                                | 300                                                  | 4 april 1913                                         | 1912-1913                                            | Derk van der Woude                                   |
| 2.                                                   | Jan Wiemers                                          | Arnhem                                               | 15,78                                                | 300                                                  | 5 april 1913                                         | 1912-1913                                            | Frits Thiele                                         |
| 3.                                                   | Hendrik Robijns                                      | Amsterdam                                            | 18,75                                                | 300                                                  | 24 april 1915                                        | 1914-1915                                            | Hyman de Rood                                        |
| 4.                                                   | Jan Wiemers                                          | Groningen                                            | 20,00                                                | 300                                                  | 17 februari 1917                                     | 1916-1917                                            | Arie Bos                                             |
| 5.                                                   | Jan Wiemers                                          | Amsterdam                                            | 21,42                                                | 300                                                  | februari 1918                                        | 1917-1918                                            | onbekend                                             |
| 6.                                                   | Hendrik Robijns                                      | Amsterdam                                            | 23,07                                                | 300                                                  | februari 1918                                        | 1917-1918                                            | onbekend                                             |
|                                                      |                                                      |                                                      |                                                      |                                                      |                                                      |                                                      |                                                      |

### Ontwikkeling Hoogste serie
| NK Ankerkader 45/2 Ereklasse - HOOGSTE SERIE over 300car | NK Ankerkader 45/2 Ereklasse - HOOGSTE SERIE over 300car | NK Ankerkader 45/2 Ereklasse - HOOGSTE SERIE over 300car | NK Ankerkader 45/2 Ereklasse - HOOGSTE SERIE over 300car | NK Ankerkader 45/2 Ereklasse - HOOGSTE SERIE over 300car | NK Ankerkader 45/2 Ereklasse - HOOGSTE SERIE over 300car | NK Ankerkader 45/2 Ereklasse - HOOGSTE SERIE over 300car |
| Nr.                                                      | Speler                                                   | Plaats                                                   | Serie                                                    | Datum                                                    | Seizoen                                                  | Tegenstander                                             |
| -------------------------------------------------------- | -------------------------------------------------------- | -------------------------------------------------------- | -------------------------------------------------------- | -------------------------------------------------------- | -------------------------------------------------------- | -------------------------------------------------------- |
| 1.                                                       | Hyman de Rood                                            | Arnhem                                                   | 59                                                       | 4 april 1913                                             | 1912-1913                                                | Jan Dommering                                            |
| 2.                                                       | Hendrik Robijns                                          | Arnhem                                                   | 88                                                       | 5 april 1913                                             | 1912-1913                                                | Jan Dommering                                            |
| 3.                                                       | Johannes Muller                                          | Arnhem                                                   | 91                                                       | 6 april 1913                                             | 1912-1913                                                | Frits Thiele                                             |
| 4.                                                       | Hendrik Robijns                                          | Leeuwarden                                               | 115                                                      | 21 maart 1914                                            | 1913-1914                                                | Hyman de Rood                                            |
| 5.                                                       | Hendrik Robijns                                          | Amsterdam                                                | 119                                                      | 22 april 1915                                            | 1914-1915                                                | Hyman de Rood                                            |
| NK Ankerkader 45/2 Ereklasse - HOOGSTE SERIE over 400car |                                                          |                                                          |                                                          |                                                          |                                                          |                                                          |
| Nr.                                                      | Speler                                                   | Plaats                                                   | Serie                                                    | Datum                                                    | Seizoen                                                  | Tegenstander                                             |
| 1.                                                       | Arie Bos                                                 | Amsterdam                                                | 101                                                      | 30 maart 1919                                            | 1918-1919                                                | onbekend                                                 |
| NK Ankerkader 45/2 Ereklasse - HOOGSTE SERIE over 500car |                                                          |                                                          |                                                          |                                                          |                                                          |                                                          |
| Nr.                                                      | Speler                                                   | Plaats                                                   | Serie                                                    | Datum                                                    | Seizoen                                                  | Tegenstander                                             |
|                                                          |                                                          |                                                          |                                                          |                                                          |                                                          |                                                          |

Arnhem 1912-1913 · 
Leeuwarden 1913-1914 ·
Amsterdam 1914-1915 ·
Den Haag 1915-1916 ·
Groningen 1916-1917 ·
Amsterdam 1917-1918 ·
Arnhem 1918-1919 ·
Leeuwarden 1919-1920 ·
Den Haag 1920-1921 ·
Groningen 1921-1922 ·
Amsterdam 1922-1923 · 
Amsterdam 1923-1924 ·
Rotterdam 1924-1925 ·
Amsterdam 1925-1926 ·
Haarlem 1926-1927 ·
Utrecht 1927-1928 ·
Rotterdam 1928-1929 ·
Den Haag 1929-1930 ·
Leeuwarden 1930-1931 ·
Utrecht 1931-1932 ·
Amsterdam 1932-1933 ·
Amsterdam 1933-1934 ·
Amsterdam 1934-1935 · 
Utrecht 1935-1936 ·
Arnhem 1936-1937 ·
Den Haag 1937-1938 ·
Amsterdam 1938-1939 ·
Rotterdam 1939-1940 ·
Amsterdam 1940-1941 ·
Amsterdam 1941-1942 ·
Amsterdam 1942-1943 ·
Amsterdam 1944-1945 ·
Den Haag 1945-1946 ·
Apeldoorn 1946-1947 ·
Groningen 1947-1948